# اگزیستانسیالیسم

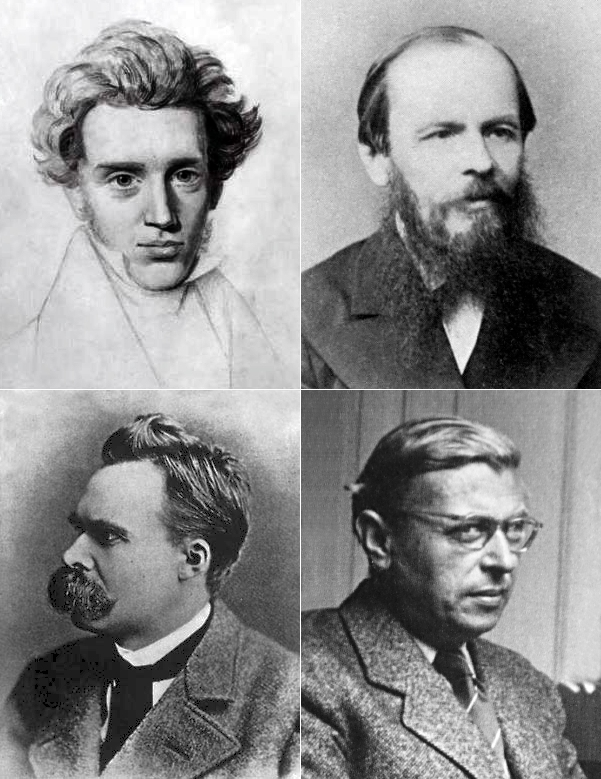
از چپ به راست، بالا به پایین؛ سورن کی‌یرکگور، فئودور داستایفسکی، فردریش نیچه، ژان پل سارتر

اگزیستانسیالیسم یا هستی‌گرایی (به انگلیسی: Existentialism) اصطلاحی است که به کارهای فیلسوفان مشخصی از اواخر سدهٔ نوزدهم و اوایل سدهٔ بیستم گفته می‌شود که با وجود تفاوت‌های مکتبی عمیق، در این باور مشترک هستند که اندیشیدن فلسفی با موضوع انسان و نه صرفاً اندیشیدن موضوعی آغاز می‌شود. در هستی‌گرایی، نقطه آغاز فرد به وسیلهٔ آنچه «نگرش به هستی» یا احساس عدم تعلق و گم‌گشتگی در مواجهه با دنیای به ظاهر بی‌معنی و پوچ خوانده می‌شود مشخص می‌شود.
طبق باور اگزیستانسیالیست‌ها زندگی بی‌معنا است. مگر اینکه خود شخص به آن معنا دهد. این بدین معنا است که ما خود را در زندگی می‌یابیم. آنگاه تصمیم می‌گیریم که به آن معنا یا ماهیت دهیم. همان‌طور که سارتر گفت: ما محکومیم به آزادی؛ یعنی انتخابی نداریم جز اینکه انتخاب کنیم و بار مسئولیت انتخابمان را به دوش بکشیم. بعضی مواقع اگزیستانسیالیسم با پوچ‌گرایی اشتباه گرفته می‌شود، در حالی که با آن متفاوت است. پوچ‌گرایان عقیده دارند که زندگی هیچ هدف و معنایی ندارد. در حالی که اگزیستانسیالیست‌ها بر این باورند که انسان باید خود معنا و هدف زندگی خود را بسازد.
اگزیستانسیالیسم از واژهٔ اگسیستانس (به انگلیسی: Existence) به معنای وجود گرفته شده‌است. سورن کی‌یرکگور را نخستین اگزیستانسیالیست تاریخ می‌نامند. میان «اگزیستانسیالیسم بی‌خدایانه» و «اگزیستانسیالیسم مسیحی» تفاوت هست. از میان شناخته‌شده‌ترین اگزیستانسیالیست‌های مسیحی می‌توان از سورن کی‌یرکگور، گابریل مارسل، و کارل یاسپرس نام برد.
پس از جنگ جهانی دوم جریان تازه‌ای به راه افتاد که می‌توان آن را اگزیستانسیالیسم ادبی نام نهاد. از نمایندگان این جریان تازه می‌توان سیمون دو بووار، ژان-پل سارتر، آلبر کامو، و بوریس ویان را نام برد.

## تاریخچه
اگزیستانسیالیسم توسط فردریش نیچه و سورن کی‌یرکگور، فیلسوفانی از سده نوزده، به‌طور واضح مطرح شد. هر چند که در سده‌های پیشین نیز پیشگامانی داشت. سقراط در همه دوران کار فلسفی خود این دو شعار را تکرار می‌کرد: «زندگیِ نیازموده، ارزش زیستن ندارد» و «خود را بشناس». شعار اول، ماهیت فلسفه و شعار دوم، ماهیت فلسفه اگزیستانسیالیستی را روشن می‌کند.
در سده بیستم مارتین هایدگر، فیلسوف آلمانی، فیلسوفان اگزیستانسیالیست دیگری چون ژان پل سارتر، سیمون دوبوار و آلبر کامو (هیچ گرا، آثار آلبر کامو به نگرش‌های اگزیستانسیالیسم شباهت دارد. اما در اصل ابزوردیسم است.) را تحت تأثیر خود قرار داد. فیودور داستایفسکی و فرانتس کافکا نیز مفاهیم اگزیستانسیالیستی را در آثار ادبی خود دستمایه قرار دادند. همانطور که گرایش‌های مشترک بین متفکران اگزیستانسیالیست وجود دارد، تفاوت و اختلاف نظرهایی هم بین آنها مطرح است. تفاوت اصلی بین اگزیستانسیالیست‌هایی است که مانند سارتر منکر وجود خدا هستند و اگزیستانسیالیست‌هایی مانند تیلیچ که معتقدند خدا وجود دارد. الزاماً همهٔ آنها درستی اطلاق اگزیستانسیالیسم به آثار خود را قبول نداشتند.
به نظر می‌رسد واژهٔ اگزیستانسیالیسم توسط فیلسوف فرانسوی، گابریل مارسل در میانهٔ دههٔ ۱۹۴۰ به کار گرفته شد و توسط ژان پل سارتر، کسی که در ۲۹ اکتبر ۱۹۴۵ اگزیستانسیالیسم را از موضع خود در مقاله‌ای به کلوپ متنو در پاریس مطرح کرد، اقتباس شد. مقالهٔ او با نام اگزیستانسیالیسم و اصالت بشر منتشر شد که این کتاب کوچک نقش مهمی در فراگیری تفکرات اگزیستانسیالیستی ایفا کرد. این اصطلاح از گذشته به فیلسوفان دیگر که وجود، و در معنای خاص آن وجود آدمی، موضوع اصلی فلسفهٔ آن‌ها بوده‌است نسبت داده شده‌است. مارتین هایدگر تمرکز آثار خود را از دههٔ ۱۹۲۰ بر وجود آدمی قرار داد و کارل یاسپرس در دههٔ ۱۹۳۰ فلسفهٔ خود را فلسفهٔ هستی نامید. هر دوی آن‌ها تحت تأثیر فیلسوف دانمارکی، سورن کی‌یرکگور بودند. برای کی‌یرکگور، بحران وجود آدمی دغدغهٔ اصلی بود. او را به عنوان نخستین اگزیستانسیالیست می‌شناسند. در حقیقت او اولین کسی بود که صراحتاً سؤالات اگزیستانسیالیستی را در کانون توجه فلسفه خود قرار داد. همچنین در گذشته، نویسندگان دیگری صراحتاً مضامین اگزیستانسیالیستی را از خلال تاریخ فلسفه و ادبیات مطرح کرده‌اند. در پی پیدایش اگزیستانسیالیسم طی دهه‌ها زمانی که جامعه با آن به‌طور رسمی آشنا شد اصطلاح اگزیستانسیالیسم به ناگهان فراگیر شد. برخی نوشته‌ها و تفکرات که به نوعی به مفهوم اگزیستانسیالیسم پرداخته بودند عبارتند از:
- تعالیم بودا
- اعترافاتِ سنت آگوستین
- حرکت جوهری در حکمت متعالی ملاصدرا
- هملت ویلیام شکسپیر[۳]

### سده نوزدهم
در سال ۱۸۳۵ سورن کی‌یرکگور در نامه‌ای به دوست خود پیتر ویلهلم لوند نخستین متن اگزیستانسیالیستی خود را نگاشت. در این متن او حقیقتی را که برایش عملی است شرح داد:
آنچه که در فکرم برایم نامشخص می‌نماید اینست که چه باید بکنم، نه آنچه باید بدانم. مگر دانشی که مقدم بر هر عملی است. باید بفهمم که خداوند واقعاً از من چه می‌خواهد تا انجام دهم. آن چیز آن است که حقیقتی را که برای من حقیقت است بیابم. آن معنی‌ای که برایش می‌توانم زندگی کنم و بمیرم را بیابم… مسلماً انکار نمی‌کنم که هنوز ضرورت دانش و اینکه توسط آن کسی می‌تواند فراتر از باقی انسان‌ها عمل کند را درک می‌کنم. اما دانش باید در زندگی من به کار آید. و هم‌اکنون این مهم‌ترین چیز از دید من است.
تفکرات ابتدایی کی‌یرکگور در نوشته‌های پربار فلسفی و الهیات او رسمی می‌شوند. و بسیاری از آن‌ها پایه‌های اگزیستانسیالیسم سده بیستم را شکل می‌بخشند.

### کی‌یرکگور و نیچه
سورن کی‌یرکگور و فریدریش نیچه دو تن از فلاسفه‌ای هستند که به عنوان بنیان‌گذاران جنبش اگزیستانسیالیسم شناخته می‌شوند. هر چند که هیچ‌کدام از آنها اصطلاح «اگزیستانسیالیسم» را به کار نبردند و مشخص نیست که آنها اگزیستانسیالیسم سده بیستم را می‌پذیرفتند یا رد می‌کردند. تمرکز آنها بیش از حقایق عینی ریاضیات و علوم، بر تجربیات ذهنی آدمی قرار داشت. از نظر آن‌ها حقایق ریاضیات و علوم از درک تجربیات آدمی بسیار فاصله دارند. همانند بلز پاسکال آنها به جدال خاموش مردم با بی‌محتواییِ آشکار زندگی و سرگرم ساختن خویشتن برای فرار از روزمرگی علاقه‌مند بودند. برخلاف پاسکال، نیچه و کی‌یرکگور نقش تصمیم‌گیری آزاد، مخصوصاً تصمیماتی که مربوط به ارزش‌ها و عقاید اساسی می‌شوند و اینکه چگونه چنین تصمیماتی ذات و هویت تصمیم گیرنده را تغییر می‌دهند را در نظر گرفتند. کی‌یرکگور و نیچه نمونه‌هایی از کسانی هستند که ماهیت وجودشان را تعریف می‌کنند. آنها همچنین از پیشروان جنبش‌های فکری دیگر مانند پست مدرنیسم، نهیلیسم و رشته‌های متعدد روان‌شناسی بودند.

### داستایوفسکی و کافکا
دو تن از نخستین نویسندگان ادبی مهم در زمینه اگزیستانسیالیسم، فرانتس کافکا و فئودور داستایوفسکی بودند. یادداشت‌های زیرزمینی اثر داستایوفسکی داستان مردی را شرح می‌دهد که نمی‌تواند در جامعهٔ خویش قرار بگیرد و از هویتی که برای خودش ساخته، ناراضی است. بسیاری از رمان‌های داستایوفسکی، مانند جنایت و مکافات، مفاهیمی در قالب فلسفه اگزیستانسیالیسم ارائه می‌کنند و خطوط داستان از اگزیستانسیالیسم غیردینی ملهم هستند. برای نمونه، در جنایت و مکافات، کسی شخصیت اصلی داستان یعنی راسکلنیکف را می‌بیند که بحران وجودی را از سر می‌گذراند و به سوی جهان‌بینی مسیحیت ارتدکس متمایل می‌شود که این جهان‌بینی نزدیک به دیدگاهی است که داستایوفسکی می‌خواهد از آن دفاع کند. کافکا در شناخته‌شده‌ترین داستان کوتاه خویش، مسخ و در رمان اصلی خود محاکمه غالباً شخصیت‌های سورئال و نامأنوسی خلق کرده‌است که با یأس و پوچی دست به گریبان هستند. در مقالهٔ فلسفیِ افسانهٔ سیزیف، آلبر کامو، اگزیستانسیالیست و پوچ انگار فرانسوی، آثار کافکا را پوچ در بنیان توصیف می‌کند. همچنین او حال را آنطور که اگزیستانسیالیست‌های مذهبی چون کی‌یرکگور و چستف فریاد بی‌امان امید می‌خواندند، نمی‌داند.

### اوایل سده بیستم
در دهه‌های اولیهٔ سده بیستم، تعدادی از نویسندگان و فیلسوفان به ابراز عقاید اگزیستانسیالیستی پرداختند. تنها چیزی که بین آنها فرق کرد، نامی بود که برای تفکرات خویش انتخاب می‌کردند. میگل د اونامونو فیلسوف در کتاب حس غم‌انگیز زندگی چاپ ۱۹۱۳ زندگی «گوشت و استخوان» را جدا از خردگرایی محض می‌داند. اونامونو فلسفهٔ سیستماتیک را رد می‌کند و به تلاش فردی برای ایمان معتقد است. آثار او همواره حسی تراژیک و حتی پوچ، ناشی از ذات تلاش که نمادی از علاقهٔ او به دن کیشوت، کاراکتر خیالی سروانتس است دارند. اونامونو نویسنده، شاعر، نمایشنامه نویس و همچنین استاد فلسفهٔ دانشگاه سالامانکا بود. داستان کوتاه حضرت مانوئل، نیکوکار شهید او که دربارهٔ سردرگمی یک کشیش در ایمان به جاودانگی است در زمرهٔ بهترین داستان‌های اگزیستانسیالیستی قرار دارد. دیگر متفکر اسپانیایی، ارتگا یگست در سال ۱۹۱۴ با نوشتن جملهٔ زیر تأکید کرد که وجود آدمی باید همیشه برای هر انسان و تحت پیشامدهای پیوستهٔ زندگی او تعریف شود: «من خودم و آنچه برایم پیش آمده هستم».
سارتر نیز به مانند وی اعتقاد داشت وجود آدمی موضوعی مطلق نیست و همیشه تابع شرایط است. چستف و نیکلای بردیایف دو متفکر روسی-لهستانی تبار هستند که به عنوان متفکران اگزیستانسیالیست، پس از انقلاب روسیه و طی تبعید در پاریس شهرت یافتند. چستف در خانواده‌ای اکراینی-یهودی در کیف زاده شد و در کتاب خود، همه چیز ممکن است (۱۹۰۵) انتقادات تندی از عقل‌گرایی و اسلوب بندی در فلسفه ایراد کرد.
بردیائف نیز در کیف اما با پیشینه ارتدکس شرقی زاده شد. او فرقی اساسی میان دنیای روح و دنیای هر روزهٔ علمی قائل بود. در نظر بردیائف، آزادی انسان، ریشه در حوزهٔ روح دارد. حوزه‌ای که به علت و معلول‌های نظریات علمی وابسته نیست. انسانی که در دنیای علمی نگر زندگی می‌کند، از حقیقت آزادی روح بیگانه می‌شود. انسان نباید نسبت به طبیعت فیزیکی خود تفسیر شود. بلکه باید او را به عنوان تصویری از خداوند به مثابه بنیان‌گذار عمل آزاد و خلاقانه دانست. سرنوشت انسان (۱۹۳۱) اثر مهم او است که به مضامینی این چنینی پرداخته است.
مدت‌ها پیش از اینکه گابریل مارسل اصطلاح اگزیستانسیالیسم را ابداع کند مفاهیم مهم اگزیستانسیالیسم را به مخاطبان فرانسوی خود در مقالهٔ وجود و اُبژکتیویته (۱۹۲۵) و در مجلهٔ متافیزیک (۱۹۲۷) معرفی کرده بود. مارسل مبدأ به عنوان نمایشنامه‌نویس و فیلسوف فلسفهٔ خویش را حالتی از خودبیگانگی متافیزیکی قرار می‌دهد: «جستجوی انسان برای یافتن هماهنگی در زندگی گذرا». از دید مارسل هماهنگی باید از کنکاش در واکنش ثانویه که از جهان توصیفی «دیالَکتیک» دارد پدید بیاید. او با «حیرت و سرگشتگی» به آن می‌نگرد و گسترهٔ آن تنها به دانستن در مورد انسان‌ها و خداوند محدود نمی‌شود. بلکه «حضور» آنها را در نظر می‌گیرد به دست می‌آید. این حضور بیانگر چیزی فراتر از صرفاً در جایی بودن است (آنطور که ممکن است چیزی در حضور چیز دیگری باشد). در نظر وی حضور اشاره به «بی‌شمار» امکان، و اراده به قرار گرفتن در معرض دیگری است.

### پس از جنگ جهانی دوم
سارتر در سال ۱۹۳۰ به آلمان سفر کرد تا نزد ادموند هوسرل و مارتین هایدگر به مطالعهٔ پدیدارشناسی بپردازد. او در مقالهٔ اصلی خود هستی و نیستی نقدهایی بر آثار آنها نگاشت. افکار هایدگر از طریق استفادهٔ الکساندر کوژو در مجموعه سخنرانی‌های وی در پاریس در دههٔ ۱۹۳۰ حول شرح عقاید هگل، برای حلقه‌های فلسفی فرانسه به موضوعی آشنا تبدیل شده بود. سخنرانی او بسیار اثرگذار بود. در میان جمعیت نه تنها سارتر و مرلوپُنتی، بلکه رمون کنو، آندره برتون، ژرژ باتای، لوئی آلتوسر و ژاک لاکان نیز حضور داشتند. گزیده‌ای از هستی و زمان هایدگر به فرانسوی در سال ۱۹۳۸ منتشر شد و به مرور زمان مقالات وی به مجلات فلسفی فرانسوی راه پیدا کردند.
در پی جنگ جهانی دوم، اگزیستانسیالیسم بدل به جنبش فلسفی و فرهنگی مشهور و قابل توجهی گردید. به ویژه در بین مخاطبان عامهٔ دو نویسندهٔ فرانسوی، سارتر و کامو، که مقالات تئوری آنها همچون رمان‌های پرفروش، نمایشنامه‌ها و مجلات پرطرفدارشان در بین مخاطبان جایگاه مهمی پیدا کرده بود. در همین سال‌ها کتاب هستی و زمان هایدگر در خارج از آلمان به شهرت رسید.
سارتر در رمان تهوع (۱۹۳۸) و مجموعه داستان کوتاه دیوار (۱۹۳۹) مفاهیم اگزیستانسیالیسم را دستمایه قرار داد. او در هستی و نیستی (۱۹۴۳) اصول فلسفهٔ خویش را بیان کرد. اما دو سال بعد از آزادی پاریس از اشغال نیروهای آلمان نازی، او و هم قطاران نزدیکش (کامو، سیمون دوبوار، موریس مرلوپنتی و دیگران، به عنوان پرچم‌داران جنبش اگزیستانسیالیسم، شهرت جهانی یافتند. در مدت زمانِ بسیار کوتاهی، کامو و سارتر به‌طور خاص، به رهبران روشنفکران فرانسهٔ پس از جنگ بدل شدند و با پایان سال ۱۹۴۵ شهرتی فراگیر در بین مخاطبان به‌دست آوردند. کامو ویراستار روزنامهٔ بسیار محبوب چپ (مقاومت فرانسهٔ سابق) کُمبت بود. سارتر مجلهٔ چپ خود را با نام لُتامپ مدرن راه انداخت و دو هفته بعد سخنرانی پر سروصدایی در باب اگزیستانسیالیسم و اومانیسم در دیدارهای فشردهٔ «کلاب متنو» ایراد نمود. دوبوار در جایی می‌نویسد: «هفته‌ای نبود که روزنامه‌ها در مورد ما بحث نکنند». اگزیستانسیالیسم تبدیل به اولین پیام‌آور شوق پس از جنگ شده بود.
تا پایان سال ۱۹۴۷ نمایشنامه‌ها و رمان‌های قدیمی کامو تجدید چاپ شده بودند. نمایشنامهٔ جدید وی، کالیگولا اجرا و رمان طاعون کامو منتشر شده بودند. دو رمان اول از سه‌گانهٔ راه آزادی سارتر و خون و دیگران دوبوار پدیدار شده بودند. آثار سارتر و کامو همچنین به زبان‌های دیگر نیز ترجمه شده بودند. اگزیستانسیالیست‌های پاریسی شهرت جهانی پیدا کرده بودند.

## مفهوم
فیلسوفان اگزیستانسیالیست، هستی انسان را به عنوان گونه‌ای متمایز از هستی دیگر هستی‌ها مورد بررسی قرار می‌دهند و با دقت به این تمایز، هستی انسان را وجود (به انگلیسی: Existence) می‌خوانند. آنها می‌کوشند نشان بدهند که چه تفاوتی میان وجود یا بودن انسان در این دنیا با سایر شکل‌های هستی یافتنی است.«هر ماهیت تازه به خودی خود ارزشمند است» گزاره‌ای است که مکتب اصالت وجود دربارهٔ تعریف مفهوم ارزش ارائه می‌دهد. به گونه‌ای که بر همین اساس در ادامهٔ عبارت فلسفی «من می‌اندیشم پس هستم» دکارت، آلبر کامو می‌گوید: «من طغیان می‌کنم پس هستم». این عبارت علاوه بر پذیرش جمله‌ای که دربارهٔ ارزش مطرح شد، معنایی هم در خود دارد. اینکه همانند گذشتگان زیستن، برابر با غیر اصیل زیستن است.
هر انسانی که پا به عرصهٔ جهان می‌گذارد دارای ویژگی‌های ژنتیکی خاص و پیرامون منحصر به آن فرد است که در نتیجه این عوامل دارای شخصیت (آگاهی) منحصر به فرد می‌باشد، پس به خودی خود ارزشمند است. در اینجا اشاره به تقدم وجود انسان بر ماهیت او شده و در حوزه اخلاق ارزش انسان از عملکرد او جدا شده‌است. در اینجا است که ژان پل سارتر می‌نویسد: «تمامی یک انسان از تمامی انسان‌ها ساخته شده و برابر همهٔ آنها ارزش دارد و ارزش هر یک از آن همه با او برابر است.» و اکنون باید پاسخ این پرسش هم داده شود که در حالی که یک گربه هم وقتی به دنیا می‌آید منحصربه‌فرد است. پس چرا اصالت وجود گربه را مورد اهمیت قرار نمی‌دهیم؟ در پاسخ به این پرسش یک بار باید به پروژهٔ دکارتی و بار دیگر به روانکاوی وجودی فرانتس برنتانو رجوع کنیم. دکارت بر این باور بود که توانایی انسان در گزینش به دلایل مختلف به معنای آفرینندگی انسان است. این آفرینش یعنی پدیدآوردن یا پی بردن به چیزی تازه که دارای ارزش والایی است. از سوی دیگر برنتانو در روانکاوی وجودی به این نتیجه می‌رسد که آگاهی گربه همیشه از ابژه‌های بیرونی است. ولی انسان علاوه بر ابژه‌های بیرونی بر خود نیز آگاه است که این آگاهی باعث تمایز او از سایر موجودات می‌شود.

## اصول
چهار مفهوم بنیادین ۱) امکان ناضرور یا تصادفی بودن هستی، ۲) آزادی، ۳) مسئولیت و ۴) اصالت  را می‌توان در اگزیستانسیالیسم برجسته کرد. انسان دارای ماهیت قابل پیشینی نیست که به فرض خدا یا طبیعت آن را ساخته باشند. انسان همچون هر هستنده‌ای امری ممکن و نه ضروری است. خودش را می‌سازد و آزادانه میان گزینه‌های ممکن برمی‌گزیند. او مسئول گزینش‌های خویش است و باید بتواند آنچه را که خود درست می‌داند بسازد (و نه این که بنا به سرمشق همگان رفتار کند). در این صورت کاری اصیل انجام داده‌است. طرح این نکته‌ها توسط سارتر از نگرشی هستی شناسانه آغاز شد که خودش آن را هستی‌شناسی پدیدار شناسانه نامید و در اصل بر دستاورد فلسفی هایدگر استوار بود.

### امکان ناضرور
گفتن این که چیزی هست این پرسش را پیش می‌آورد که آیا آن چیز بنا به دلیلی خاص برای مثال بنا به ماهیت خودش هست یا نه. پاسخ مکتب اگزیستانسیالیسم از دید سارتر در متنی ادبی یعنی از طریق ذهن آنتوان روکانتن شخصیت مرکزی رمان تهوع بیان می‌شود:
«آن لحظه فوق‌العاده بود. من آنجا بودم. بی حرکت و منجمد. غرق در جذبه‌ای هراس‌آور؛ ولی درست در قلب این جذبه چیزی تازه ظاهر شد. تهوع را درک کردم. دارنده‌اش بودم. راستش کشفم را هنوز برای خودم تعریف نکرده بودم. اما به گمانم حالا دیگر برایم آسان‌تر است که آن را در قالب واژه‌ها بیان کنم. امر اساسی ممکن ناضرور است. می‌خواهم بگویم که بنا به تعریف وجود یک ضرورت نیست. وجود خیلی ساده یعنی آن‌جا بودن. موجودات آشکار می‌شوند می‌گذارند تا ما با آن‌ها برخورد کنیم اما هرگز نمی‌توانیم آن‌ها را استنتاج کنیم. به گمانم آدم‌هایی هم هستند که این نکته را درک کرده‌اند. فقط آن‌ها کوشیده‌اند تا بر این ممکن ناضرور از طریق ابداع یک وجود ضروری که علتش هم در خود آن فرض می‌شود چیره شوند. پس هیچ هستی ضروری‌ای نمی‌تواند وجود را توضیح دهد. ممکن ناضرور یک جنبهٔ دروغین که بشود آن را کنار زد نیست. امر مطلق است و در نتیجه یک امر بدون علت تام است. همه چیز بدون علت هستند. این باغ، این شهر و خود من».

### آزادی
انسان طرح‌اندازی می‌کند. در هر لحظه ناگزیر است که با گزینش از میان مجموع بدیل‌های پیش رویش به سوی آینده پیش برود. انسان راهی جز این گزینش‌ها ندارد و محکوم به آزادی است. یگانه حالتی که ما آزاد نیستیم این است که آزاد باشیم که آزاد نباشیم. واقعیت انسانی وجود ندارد مگر در آزادی. در مکتب اصالت وجودی آزادی یعنی امکان برگزیدن. از دید سارتر «ما گزینش هستیم» وجود داشتن برگزیدن است. هیچ وضعیت دشوار بیرونی نیست که آزادی گزینش انسان را به‌طور کامل ناممکن کند. بی‌شک وضعیت‌هایی از شمار و تنوع گزینه‌ها می‌کاهند اما امکان انتخاب را به‌طور کلی از بین نمی‌برند. من حتی در زندان و اردوگاه نیز به‌طور کامل از امکان گزینش بی‌بهره نمی‌شوم. می‌توانم انتخاب کنم که آیا مقاومت کنم یا نه با زندان‌بانان و شکنجه‌گران هم‌راهی کنم یا نه. پس از آزادی فرانسه سارتر نوشت که فرانسویان هیچ‌گاه چنان آزاد نبوده‌اند که در جریان اشغال حکومت استبدادی ویشی و جنبش مقاومت. زیرا با گزینش بدیل‌هایی چون پیوستن به جنبش مقاومت مدارا سکوت ویا هم کاری با اشغال گران آزاد بودند. این آزادی به معنای دقیق واژه خود را به آن‌ها تحمیل می‌کرد. هیچ‌کس نمی‌توانست در این مورد تصمیم نگیرد و هر روزه این انتخاب که باید آزادانه شکل می‌گرفت پیش روی فرانسوی‌ها قرار داشت. در نتیجه آن‌ها مدام از آزادی خود با خبر بودند و آن را می‌آزمودند. در مرده‌های بی کفن ودفن زندانیان شکنجه دیده در آستانهٔ مرگ از آزادی خود سخن می‌گویند. آن‌ها متوجه می‌شوند که حتی در شب اعدام نیز آزادند. گرچه این موضوع دانسته می‌شود که انسان نمی‌تواند برخی از بدیل‌های توانمند را برگزیند. واضح است که موانع فراوانی در برابر آزادی فرد قرار دارند و وقتی از آزادی به عنوان زمینهٔ کنش‌های انسان یاد می‌شود نمی‌توان گفت که من آزادم کاری کنم که در مبنای شمارش اعشاری جمع دو به اضافهٔ دو بشود پنج. آزادی انسان ناشی از وضعیت او در ضرورت گزینش است. به راستی آزادی ناشی از محدودیت است؛ زیرا انسان به دلیل محدودیت‌هایش طرح می‌افکند و ناچار می‌شود که در آزادی گزینه‌ای را برگزیند.
منظور از آزادی در اینجا این است که وقتی آزادی زمینهٔ کنش‌های من دانسته شود بطلان هر گونه هدف که از پیش برای کنش‌های من تعیین شده باشد نمایان می‌شود. من می‌توانم خود را بنا به هدفی که برمی‌گزینم سامان دهم یا به اصطلاح بسازم. می‌توانم معنای زندگی خود را خودم بسازم. همراه با آن من دنیایی را می‌سازم و به آن معنا می‌دهم که خودم بر زمینهٔ آن به سر می‌برم.

#### وضعیت
مبحث آزادی به خوبی فهمیده نمی‌شود مگر این که برداشت اصالت وجود از مفهوم وضعیت دانسته شود. انسان مدام در وضعیت‌های گوناگون قرار می‌گیرد. پرتاب شدن به دنیا یک وضعیت بنیادین است. اما وضعیت‌های به ظاهر کم‌اهمیت‌تری هم مدام در زندگی هرروزه پدید می‌آیند.

#### وضعیت‌های بنیادین
انسان از وضعیت انسانی خویش جداناشدنی است. وضعیت انسانی با چند محکومیت همراه است. من محکوم شده‌ام که به دنیا بیایم. بودن من یعنی این که به این جهان پرتاب شده‌ام. محکوم شده‌ام در وضعیتی خاص (به عنوان مرد یا زن در طبقه‌ای نژادی، ملتی، شرایط و امکانات آموزشی بهداشتی و…) به دنیا بیایم. محکوم هستم که در کنار دیگران زندگی کنم و هم‌راه با آنان کار کنم. سرانجام محکوم هستم که بمیرم. در مورد این وضعیت‌های بنیادین، من چندان آزادانه عمل نمی‌کنم. دست کم می‌شود گفت دایرهٔ آزادی من در این مورد کوچک و محدود است. اگر خودکشی کنم فقط زمان مرگ را جلو انداختم اما مرگ همچنان گریز ناپذیر به معنای پایان زندگی من مطرح خواهد بود. اگر از کشور زادگاه خود به جایی دیگر مهاجرت کنم، وضعیت تعیین شده در زمان تولدم را تغییر داده‌ام اما هم چنان باید در وضعیت تعیین شدهٔ تازه‌ای با دیگران زندگی و همکاری کنم. نمی‌شود فرض کرد که شخصی به‌طور کامل از وضعیت خویش جدا شود. ممکن است که تهیدستی ثروت‌مند شود، مردی با عمل جراحی زن شود یا یک زندانی آزاد شود. اما اینان همیشه ثروت‌مندی که روزی فقیر بوده، زنی که زمانی مرد بوده و فرد آزادی که مدتی زندانی بوده باقی خواهند ماند. مجموعهٔ وضعیت‌های من جهان من است و من به این معنا در جهان بودن ام. آن کسی که من از خودم می‌سازم به گونه‌ای جداناشدنی به طرح‌ها، محیط کار و در یک‌کلام به وضعیت‌ها و گزینش‌های من در این وضعیت‌ها وابسته‌است. همهٔ وضعیت‌ها در «وضعیت وضعیت‌ها» یعنی «در جهان بودن» جای دارند.

### مسئولیت
آزادی وضعیتی آرام و راحت برای انسان فراهم نمی‌آورد. دلهرهٔ گزینش درست پیوسته در ما زنده‌است. مسئولیت این را که آیا آنچه برگزیده‌ایم برای خودمان، نزدیکانمان، پیشبرد نقشه‌ها و عقایدمان، بهترین انتخاب ممکن بوده یا نه همواره حس می‌کنیم و تا وقتی زنده‌ایم با آن روبه‌روییم و راحت و آسوده نخواهیم بود. گزینش هرگز آسان نیست. اگر واقعیت داشته باشد که وجود انسان مقدم بر ماهیت اوست، انسان مسئول آن کسی است که هست. منظور این نیست که انسان مسئول فردیت خاص خود است بلکه مسئول تمامی انسان‌هاست.
مسئولیت در فلسفهٔ اگزیستانسیالیسم همراه آزادی است، گفتن این که هر فرد مسئول گزینش‌های خویش است که در آن‌ها و با آن‌ها آزادی خویش را به کار برده یا آزموده به این معناست که فرد مسئول کنش‌های خود است.
متعهد به گزینش خود بودن یعنی آن‌ها را کنش‌هایی درست شناختن. به نظر سارتر درست دانستن گزینش باید خارج از گسترهٔ نسبی باوری معنا بدهد. او می‌گوید که هر شخص باید بتواند در مورد گزینش‌های خود به دیگران توضیح بدهد و پاسخ‌گوی آن‌ها باشد. به معنای مسئولیت با responsabilite لفظ فرانسوی به معنای پاسخ هم ریشه‌اند و هر دو به response درلاتین بازمی‌گردند. respodere همان‌طور لفظ عربی و فارسی مسئول به معنای کسی است که از او سؤال می‌کنند و باید جواب بدهد و مصدر جعلی و اسم مصدر مسئولیت نیز از مصدر سؤال آمده‌است. هایدگر مسئول گزینش خود بود که عضو حزب نازی شد و در برابر کشتار یهودیان در اردوگاه‌های مرگ و آدم‌سوزی خاموش ماند. سارتر مسئول سکوت چند ساله‌اش در برابر وجود اردوگاه‌های کار اجباری در کشورهایی بود که خود را سوسیالیست می‌خواندند. هریک از ما مسئول شکل‌گیری آن کسی هستیم که شده‌ایم.

#### دلهره
وقتی ما می‌گوییم که انسان برمی‌گزیند، می‌خواهیم بگوییم که هرکس از میان ما برمی‌گزیند، هم چنین می‌گوییم که هر کس با گزینش خود تمامی انسان‌ها را برمی‌گزیند. هر یک از کنش‌های ما در آفرینش آن کسی که می‌خواهیم باشیم در همان حال تصویری از انسان چنان‌که به گمان ما باید باشد، می‌سازد. گزینش این یا آن شدن تأیید ارزشی است که ما برمی‌گزینیم.
این سان مسئولیت ما بسیار بزرگتر از آن است که فکر می‌کنیم؛ زیرا مسئولیت من همهٔ انسانیت را ملتزم می‌کند. به این ترتیب من مسوول خودم و همگان هستم. من تصویری خاص از انسان می‌سازم که خودم آن را برگزیده‌ام. من با گزینش خودم همه را برگزیده‌ام.

#### باور نادرست
آزادی چنان با مسوولیت، تعهد و دلهره هم راه است که بیشتر مردم از آشنایی با آزادی خود، یا استفاده از آن، سرپیچی می‌کنند. این دیدگاه سارتری از جمله مباحثی است که نزد ما به عنوان «فرار از آزادی» مشهور شده‌اند. بیشتر افراد چون می‌دانند که باید مسئولیت گزینش آزادانهٔ خود را بپذیرند ترجیح می‌دهند که به آغوش کسی که به جای آن‌ها برمی‌گزیند، تصمیم می‌گیرد، نیرویی مقتدر و نظارت ناپذیر، مستبدی پدر سالار پناه ببرند که هر چه هم به آن‌ها زور بگوید دست کم این مزیت را دارد که شر گزینش آزادانه را از سر آن‌ها کم می‌کند. سارتر در دفترهایی برای اخلاق نوشته که افراد بردگی را می‌پسندند و اجازه می‌دهند تا با آن‌ها هم چون شی رفتار شود.
مثال خوبی که در این مورد می‌توان آورد باور بیشتر مردم به نظریهٔ توطئه است. بیشتر مردم ترجیح می‌دهند که فکر کنند کسانی تمامی قدرت‌ها را در چنگ خود دارند، دربارهٔ سرنوشت بقیه تصمیم می‌گیرند. به این ترتیب امکان تصمیم‌گیری یا گزینش آزادانه‌ای برای چنین مردمی باقی نمی‌ماند.

### اصالت
سارتر توضیح داده‌است که گسست تام از باور نادرست ناممکن است، ولی می‌توان «از راهی که ما آن را اصیل می‌خوانیم» با خود صادق بود. هایدگر هیچ نوع اخلاقی را اخلاق اصیل نمی‌دانست. به همین دلیل بحث اخلاق را کنار گذاشته بود. از نظر او اصالت را نمی‌شد یک پیش‌فرض اخلاقی دانست. اصالت درکنش دازاین معنا داشت. مثل «هرکس» رفتار نکردن، و به این اعتبار راهی شخصی را کشف کردن و پیمودن. برای هایدگر اصالت کوشش در یافتن مسیر درست بود. آیا می‌توان این‌جا لفظ «درست» را به کاربرد؟ آیا این لفظ برداشتی اخلاق را پیش نمی‌کشد؟ با توجه به معنای رایج اخلاق، پاسخ منفی است؛ زیرا بحث از حد یک فرد، یک دازاین پیش می‌رود. اما به معنایی دیگر از اخلاق (یعنی اخلاق را ابداع رویکردی شخصی به زندگی دانستن) می‌توان گفت که «اخلاقی» بود. شاید بتوان از گزینش‌های اخلاقی دازاین یادکرد. سارتر و امانوئل لویناس دو پیرو راه هایدگر بودند که این معنای دوم را با اهمیت دانستند و در مسیر آن پیش رفتند. در معنایی خاص که سارتر از اخلاق در سر داشت، اصالت برای او معنا می‌یافت. در رمان هستی و نیستی سارتر نشان داد که به اصالت نمی‌توان رسید. آدم اصیل به معنای دقیق واژه وجود ندارد. اما می‌توان به سوی اصالت پیش رفت. این پیش‌روی از طریق گزینش آنچه به آن اطمینان دارم، از آن آزادی من است، میراث گذشتگان یا وعدهٔ معاصران نیست، ممکن می‌شود. می‌توان کنش‌هایی اصیل داشت، یعنی برخلاف باور نادرست گزینه‌هایی برگزید. انسان کامل نیست، مانند خداوند اسپینوزا نیست که به حد کمال رسیده باشد. انسان حتی وقتی فقط به خواست خود، علیه دیگران، علیه باور نادرست است باز کامل نیست. او واقع بودگی پرتاب شده‌ای است که شرایط جبری بر او حاکم‌اند، اما کنش‌هایی استوار بر خود و «رانهٔ اخلاقی به سوی اصالت» دارد. سارتر می‌گوید که انسان آنچه می‌نماید و به گمان دیگران هست، نیست. به همین شکل آنچه به گمان دیگران نیست، هست. دیگران به کنار، انسان آنچه اکنون هست، به واقع نیست. چرا که در جریان دگرگونی و شدن است، رو به سوی آینده دارد، و باید خود را عوض کند، و مدام کسی دیگر بشود تا سرانجام شاید تصویری از خویشتن خود به دست دهد. من آدم‌ام و نمی‌توانم کمال هستی‌شناسانهٔ چیزها را داشته باشم.

## فلسفه اگزیستانسیالیسم سارتر
اصول فلسفه اگزیستانسیالیسم مبنی بر اصالت وجود و تقدم آن بر ماهیت انسان است. هنگامی که می‌خواهیم از اگزیستانسیالیسم سخن بگوییم، باید مشخص کنیم که منظورمان چیست. ژان پل سارتر، مارتین هایدگر، گابریل مارسل، سورن کی‌یرکگور از متفکران اگزیستانسیالیست بوده‌اند. البته مارسل و کی‌یرکگور بینشی ایمان‌گونه داشته‌اند و اندیشه‌شان خداناباورانه نبوده‌است. سارتر و هایدگر درست در مقابل این دو هستند که اندیشه‌های خداناباورانه داشته‌اند.
اساس نگاه فلسفی سارتر به انسان این است که انسان را مختار می‌داند و بر این اساس به رد خدا می‌رسد؛ زیرا که او معتقد است انسان نمی‌تواند مختار باشد، در حالی که خالقی مطلق و یگانه داشته‌باشد که از ازل می‌دانسته که چه می‌خواهد بسازد. به باور او: «آزادی در قلب همه تجربه‌های انسانی قرار دارد و آزادی است که انسان را از همه انواع موجودات دیگر متمایز می‌سازد.» البته این مسئله کاملاً بر اساس خدای کلامی معتزله و اشاعره و همچنین خدای کلامی مسیحی و خدای کلامی یهودی صحت دارد. انسان وقتی مختار باشد، باید مسئولیت هر انتخاب‌اش را بپذیرد و از همین بینش است که سارتر خود را مسئول جنگ جهانی می‌داند و اینجا دلهره و اضطراب به وجود می‌آید که فرد با خود می‌گوید از آن جا که من مسئول این کار هستم، آیا این کار درست است و چه نتایجی خواهد داشت که من آن‌ها را نمی‌دانم یا نخواهم دید!؟
اندیشه‌های اگزیستانسیالیستی سارتر، در خصوص آزادی و مسؤولیت فردی و ممکن‌بودن وجود ما و فاصله‌ای که ما از خودمان داریم، همچنان می‌تواند برای فلسفهٔ جدید مهم باشد. اما سارتر اخلاق‌گرا نیز بود و کوششی که برای طرح نظریه‌ای اخلاقی کرد همچنان می‌تواند برای فلسفه «بعد-از-نو» مهم باشد. کمتر فیلسوفی همچون سارتر این اقبال را داشته‌است که در عمر خود شاهد شهرت و نفوذ اندیشه‌اش باشد. اما سارتر با همهٔ فلاسفه‌ای که تاکنون بوده‌اند متفاوت است.